# Дебальцеве-Сортувальна
Деба́льцеве-Сортува́льна — вузлова вантажна станція Донецької дирекції Донецької залізниці, тому пасажирські перевезення по станції не здійснюються. Розташована в м. Дебальцеве, Дебальцівська міська рада, Донецької області.

## Сполучення
Дебальцеве — один із найважливіших транспортних вузлів на Донбасі. На станції перетинаються такі лінії:
- Довжанська — 119 км;
- Луганськ — 71;
- Микитівка — 37;
- Іловайськ — 92;
- Ясинувата (через Монахове) — 69;
- Ясинувата (через Горлівку) — 79;
- Софіно-Брідська — 60 км.

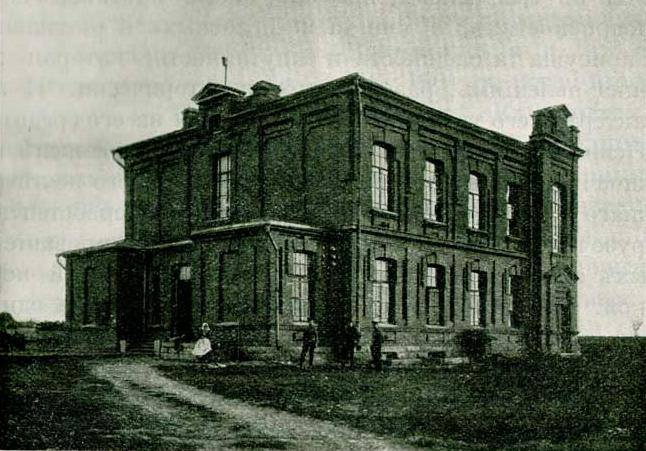
Будівля кондукторських бригад на ст. Дебальцеве-Сорт (фото до 1913 р.)

## Сучасність
У результаті запеклих боїв навколо Дебальцевого станцію було вщент зруйновано.